# Gens Aternia
La gens Aternia fue una gens patricia de la Antigua Roma en los años tempranos de la República. El único miembro de dicha gens que llegó al consulado fue Aulo Aternio Varo Fontinal en 454 a. C.  Seis años más tarde, se convirtió en uno de los pocos patricios que ostentó el cargo de tribuno de la plebe, sin dejar primero el patriciado.